# 宮城県出身の人物一覧
宮城県出身の人物一覧（みやぎけんしゅっしんのじんぶついちらん）は、Wikipedia日本語版に記事が存在する宮城県出身の人物の一覧表である。

## 公人

### 政治家
※は現職
- 愛知揆一[1] - 大蔵大臣、外務大臣
- 愛知治郎[2]：仙台市（ニューヨーク州生まれ）
- 秋葉賢也 - 復興大臣
- 阿子島俊治
- 安住淳※ - 財務・金融担当大臣：石巻市
- 跡部昌洋
- 阿部圭史※
- 粟屋仙吉 - 広島市長
- 石垣のりこ※ - 元エフエム仙台アナウンサー：仙台市
- 石山敬貴※
- 市川一朗
- 伊藤信太郎
- 伊藤宗一郎 - 第69代衆議院議長、防衛庁長官、科学技術庁長官
- 伊藤康志※
- 猪股洋文
- 内海英男
- 内海安吉
- 大石武一 - 環境庁長官、農林大臣
- 大石正光
- 大石倫治
- 岡本章子※ - 立憲民主党衆議院議員
- 小野寺五典※ - 防衛大臣
- 小山東助 - 衆議院議員、思想家
- 鎌田三之助
- 亀谷博昭（横須賀生まれ）
- 菅野哲雄 - 衆議院議員
- 菊池福治郎
- 菊地養之輔
- 郡和子※ - 仙台市長、元東北放送アナウンサー：仙台市
- 今野東：塩竈市
- 桜井充※ - 元財務副大臣
- 佐々木家寿治
- 佐々木更三 - 日本社会党委員長
- 島野武 - 元仙台市長
- 菅原茂
- 高橋清治郎：大崎市＜旧鳴子町＞
- 只野直三郎
- 千葉卓三郎
- 土井亨
- 中島鵬六
- 中島源陽
- 中野正志
- 橋本清仁：柴田町
- 長谷川峻 - 法務大臣、運輸大臣
- 日野市朗 - 郵政大臣
- 日野吉夫
- 日出英輔 - 参議院議員、農林水産省官僚
- 藤沢幾之輔
- 保坂展人※ - 東京都世田谷区長、元衆議院議員
- 本間俊一
- 本間俊太郎 - 元宮城県知事：加美町＜旧中新田町＞
- 三浦義男
- 三塚博 - 大蔵大臣、自由民主党幹事長
- 三春重雄 - 元宮城県議会議員、日本社会党宮城県本部委員長
- 村井嘉浩※ - 塩竈市、現宮城県知事
- 守屋栄夫
- 山尾志桜里 - 衆議院議員：仙台市
- 吉野信次 - 元商工大臣、運輸大臣

### 官僚
- 菅原郁郎 - 内閣官房参与、元経済産業事務次官
- 三浦篤 - 宮内官僚
- 小山金七 - 警視庁警視

### 軍人・自衛官

#### 陸軍軍人・陸上自衛官
- 安藤利吉 陸軍大将、台湾総督
- 今村均 陸軍大将、第八方面軍司令官
- 多田駿 陸軍大将、参謀次長
- 松川敏胤 陸軍大将、朝鮮軍司令官
- ジョージ・ケイシー・ジュニア 米陸軍大将、参謀総長
- 天野良英 統合幕僚会議議長たる陸将
- 安部孝一 陸軍中将
- 阿部平輔 陸軍中将
- 大場四平 陸軍中将
- 伊藤忍 陸軍中将
- 井上達三 陸軍中将
- 梅沢道治 陸軍中将
- 笠原幸雄 陸軍中将
- 斎藤義次 陸軍中将
- 佐伯文郎 陸軍中将
- 桜田武 陸軍中将
- 永沼秀文 陸軍中将
- 天野良晴 陸将
- 小林茂 陸将
- 片倉衷 陸軍少将
- 東海林俊成 陸軍少将
- 万城目武雄 陸軍少将
- 遊佐幸平 陸軍少将
- 斎藤剛 陸将補
- 甘粕正彦 陸軍憲兵大尉、甘粕事件

#### 海軍軍人・海上自衛官
- 井上成美 海軍大将
- 山梨勝之進 海軍大将、学習院長
- 斎藤七五郎 海軍中将、軍令部次長
- 四竈孝輔 海軍中将
- 保科善四郎 海軍中将
- 遠藤忍 海軍大佐
- 斎藤正久 海軍大佐
- 菅野直 海軍中佐

### 実業家
- 安藤太郎 - 住友不動産社長
- 石森令一 - 東北インフォメーション・システムズ社長
- 一力一夫 - 河北新報社主
- 伊藤謙 - あいホーム社長
- 氏家照彦 - 七十七銀行副頭取、仙台経済同友会代表幹事
- 尾形英夫 - 徳間書店常務
- 小野寺重之 - Jリーグ柏レイソル社長
- 小野寺正 - KDDI社長兼会長
- 小嶋進 - ヒューザー社長：色麻町
- 京極昭 - Jリーグベガルタ仙台社長
- 今野栄喜 - 旭化成副社長、蝶理社長
- 佐藤進 - 東急レクリエーション社長
- 清野智 - 東日本旅客鉄道社長：仙台市
- 熊谷満 - ユアテック社長、相談役
- 桑名哲夫 - 三菱伸銅社長
- 菅原千恵 - ソフト・オン・デマンド社長 :仙台市
- 相馬黒光 - 中村屋創業者
- 高橋俊裕 - 日本郵政公社副総裁
- 武田豊 - 新日本製鐵社長→会長、経団連副会長：栗原市＜旧高清水町＞
- 多藤省徳 - 極洋副社長
- 富田鐵之助 - 日本銀行第2代総裁
- 中鉢良治 - ソニー副会長：大崎市＜旧鳴子町＞
- 中川裕雄 - アンリツ社長
- 野口美佳 - ピーチ・ジョン創業者
- 早川種三
- 早坂啓 - 德陽シティ銀行頭取
- 早坂順一郎 - 東北放送社長
- 長井勝一 - 青林堂創業者
- 幕田圭一 - 東北電力社長
- 松田公太 - タリーズコーヒージャパン創業者、参議院議員
- 松田咲實 - アーツビジョン、アイムエンタープライズ創業者
- 麿秀晴 - 凸版印刷社長
- 三浦澄能 - 住友電設社長
- 村上教行 - イオン 顧問、イオン東北代表
- 柳沢七郎 - 住友金属工業社長

### その他の公人
- 仙台四郎 - 福の神

## スポーツ選手

### サッカー

#### 現役選手（男子）
- 芦部晃生（水戸ホーリーホック）
- 荒井秀賀（沖縄SV）
- 伊藤綾汰（高知ユナイテッドSC）
- 井上詩音（ベガルタ仙台）
- 猪越優惟（清水エスパルス）
- 奥山泰裕（コバルトーレ女川）
- 小畑裕馬（アビスパ福岡）
- 狩野海晟（福島ユナイテッドFC）
- 工藤蒼生（ベガルタ仙台）
- 郷家友太（ベガルタ仙台）
- 今野泰幸（南葛SC）
- 齋藤恵太（栃木シティ）
- 佐々木匠（ ヌグリ・スンビランFC）
- 佐藤岬（ 忠南牙山FC）
- 志村滉（SHIBUYA CITY FC）
- 菅井拓也（アスルクラロ沼津）
- 菅原龍之助（栃木SC）
- 鈴木隆雅（栃木シティ）
- 鈴木史哉（コバルトーレ女川）
- 高橋勇利也（ザスパ群馬）
- 武田英寿（ベガルタ仙台）
- 田中雄大（サンフレッチェ広島）
- シュミット ダニエル（名古屋グランパス）
- 檀崎竜孔（ ウェスタン・ユナイテッドFC）
- 丹野研太（栃木SC）
- 千田海人（鹿島アントラーズ）
- 千葉虎士（モンテディオ山形）
- 二階堂正哉（ガイナーレ鳥取）
- 橋本峻輝（ベルガロッソいわみ）
- 晴山岬（スペリオ城北）
- 堀田大暉（ベガルタ仙台）
- 道渕諒平（ FKスメデレヴォ1924）
- 吉田伊吹（ガイナーレ鳥取）
- 吉野恭平（セレッソ大阪）

#### 現役選手（女子）
- 石坂咲樹（マイナビ仙台レディース）
- 今村南海（RB大宮アルディージャWOMEN）
- 遠藤ゆめ（マイナビ仙台レディース）
- 橋沼真帆（ちふれASエルフェン埼玉）
- 松永未夢（日テレ・東京ヴェルディベレーザ）
- 宗形みなみ（RB大宮アルディージャWOMEN）

#### 引退選手・指導者
- 青山隼（元 徳島ヴォルティス）
- 東浩史（元 AC長野パルセイロ）
- 越後雄太（元 ベガルタ仙台）
- 遠藤康（元 鹿島アントラーズ、ベガルタ仙台）
- 大久保剛志（元 ベガルタ仙台）
- 大槻毅（ファジアーノ岡山コーチ）
- 大森啓生（元 SC相模原）
- 加藤健太（元 ロアッソ熊本）
- 加藤久（元 ジュビロ磐田ゼネラルマネージャー）
- 加藤望（ベガルタ仙台ユース監督）
- 熊谷駿（元 ヴァンフォーレ甲府）
- 斉藤紀由（元 ロアッソ熊本）
- 佐藤洋平（ U-22/U-21日本代表GKコーチ）
- 佐々木勇人（元 ガンバ大阪）
- 柴小屋雄一（元大分トリニータ）
- 庄子春男（ベガルタ仙台ゼネラルマネージャー）
- 鈴木淳（山形明正高校サッカー部監督）
- 鈴木満（鹿島アントラーズフットボールアドバイザー）
- 武田信平（日本アンプティサッカー協会理事長）
- 千葉直樹（元 ベガルタ仙台）
- 二階堂悠（元 川崎フロンターレコーチ）
- 西洋祐（ベガルタ仙台 コーチ）
- 西山貴永（元 藤枝MYFC）
- 根本翔（元 ソニー仙台FC）
- 芳賀博信（元 コンサドーレ札幌）
- 橋本巧（元 藤枝MYFC）
- 萬代宏樹（元 ベガルタ仙台）
- 平間智和（元 横浜マリノス）

### 野球

#### 現役選手
- 梅津晃大（生まれは福島県。現：中日ドラゴンズ）
- 大内誠弥（現：東北楽天ゴールデンイーグルス）
- 尾形崇斗（現：福岡ソフトバンクホークス）
- 岸孝之（現：東北楽天ゴールデンイーグルス）
- 熊谷敬宥（現：阪神タイガース）
- 今野龍太（現：東北楽天ゴールデンイーグルス）
- 佐藤隼輔（現：埼玉西武ライオンズ）
- 馬場皐輔（現：読売ジャイアンツ）
- 平沢大河（現：埼玉西武ライオンズ）
- 船迫大雅 (現：読売ジャイアンツ)
- 本田圭佑（現：オリックス・バファローズ）
- 麦谷祐介（現：オリックス・バファローズ）
- 小野寺賢人（現：台鋼ホークス）

#### 元選手
- 相原和友（元・東北楽天ゴールデンイーグルス）
- 阿部俊人 (元・東北楽天ゴールデンイーグルス)
- 伊藤勲（生まれは岩手県。元・大洋ホエールズ、南海ホークス）
- 伊藤春男（元・毎日オリオンズ投手）
- 伊藤祐介（元・福岡ソフトバンクホークス。現：同チーム打撃投手）
- 井上純（元・横浜ベイスターズ、千葉ロッテマリーンズ）
- 江尻慎太郎（元・北海道日本ハムファイターズ、横浜DeNAベイスターズ、福岡ソフトバンクホークス）
- 大越基（元・福岡ダイエーホークス。現：早鞆高等学校教諭・野球部監督）
- 太田裕哉（元・東京ヤクルトスワローズ。現：同チーム打撃投手）
- 岡野祐一郎（元・中日ドラゴンズ。現：同チームスカウト）
- 小野木孝（元・国鉄スワローズ）
- 大宮健資（元・阪急ブレーブス）
- 小山桂司（元・北海道日本ハムファイターズ、中日ドラゴンズ、東北楽天ゴールデンイーグルス）
- 加藤政義（元・北海道日本ハムファイターズ、横浜DeNAベイスターズ）
- 金村曉（元・北海道日本ハムファイターズ、阪神タイガース。現：阪神タイガースコーチ）
- 菊池俊夫（元・オリックス・ブルーウェーブ、オリックス・バファローズ）
- 木村謙吾（元・東北楽天ゴールデンイーグルス）
- 日下正勝（元・大洋ホエールズ）
- 熊原健人（元・横浜DeNAベイスターズ、東北楽天ゴールデンイーグルス）
- 小坂誠（元・千葉ロッテマリーンズ、読売ジャイアンツ、東北楽天ゴールデンイーグルス。現：千葉ロッテマリーンズコーチ）
- 後藤伸也（元・横浜ベイスターズ）
- 斎藤隆（元・横浜ベイスターズ、ロサンゼルス・ドジャース、ボストン・レッドソックス、アトランタ・ブレーブス、ミルウォーキー・ブルワーズ、アリゾナ・ダイヤモンドバックス、東北楽天ゴールデンイーグルス。現：東京ヤクルトスワローズコーチ）
- 櫻井幸博（元・日本ハムファイターズ、北海道日本ハムファイターズ）
- 佐々木主浩（元・横浜ベイスターズ、シアトル・マリナーズ）
- 佐々木重樹（元・ヤクルトスワローズ、福岡ダイエーホークス）
- 佐藤弘祐（元・読売ジャイアンツ。現：同チームブルペン捕手）
- 佐藤誠一（元・日本ハムファイターズ）
- 佐藤世那（元・オリックス・バファローズ）
- 佐藤孝夫（元・国鉄スワローズ）
- 佐藤貴規（元・東京ヤクルトスワローズ、福島ホープス）
- 佐藤優（元・中日ドラゴンズ。現：古川学園高等学校コーチ）
- 島田源太郎（元・大洋ホエールズ）
- 白鳥浩徳（元・西武ライオンズ）
- 鈴木徹（元・大洋ホエールズ）
- 鈴木遼太郎（元・北海道日本ハムファイターズ）
- 中条善伸（元・読売ジャイアンツ、福岡ダイエーホークス、横浜大洋ホエールズ）
- 中根仁（元・近鉄バファローズ、横浜ベイスターズ）
- 中根佑二（元・東京ヤクルトスワローズ）
- 新沼慎二（元・横浜DeNAベイスターズ。現：横浜DeNAベイスターズコーチ）
- 橋本到（生まれは秋田県。元・読売ジャイアンツ、東北楽天ゴールデンイーグルス）
- 星孝典（元・読売ジャイアンツ、埼玉西武ライオンズ。現：東北楽天ゴールデンイーグルスコーチ）
- 真壁賢守（元・Honda硬式野球部）
- 八重樫幸雄（元・ヤクルトスワローズ）
- 由規（元・東京ヤクルトスワローズ、東北楽天ゴールデンイーグルス、埼玉武蔵ヒートベアーズ、楽天モンキーズ。現:東京ヤクルトスワローズコーチ）
- 若生智男（元・大毎オリオンズ、阪神タイガース、広島東洋カープ）
- 大宮健資（元・阪急ブレーブス）

### 力士
- 丸山権太左衛門（第3代横綱）
- 谷風梶之助（第4代横綱）
- 秀の山雷五郎（第9代横綱）：気仙沼市
- 大砲万右エ門（第18代横綱）
- 青葉城幸雄（関脇。不知火親方）：仙台市
- 青葉山弘年（小結。浅香山親方）：大郷町
- 高望山大造（関脇。高島親方）：栗原市＜旧築館町＞
- 五城楼勝洋（前頭。浜風親方）：仙台市
- 春日富士晃大（前頭。春日山親方）：石巻市出身
- 宮城海清人（前頭。出羽海部屋）：気仙沼市
- 時疾風秀喜（前頭。時津風）：栗原市
- 安大翔大和（幕下。安治川）：栗原市

### 柔道
- 阿部香菜
- 神永昭夫（東京オリンピック銀メダル）
- 五ノ井里奈
- 佐藤博信

### バレーボール

#### 男子
- 大村悟
- 柴小屋康行（サントリーサンバーズ）
- 富松崇彰（東レ・アローズ）※日本代表
- 相澤寿（東レ・アローズ） ※日本代表
- 小野寺大志（サントリーサンバーズ）※日本代表

#### 女子
- 板橋恵
- 大友愛（山本愛） ※日本代表：アテネ五輪
- 佐藤あり紗 ※日本代表：リオ五輪
- 菅山かおる ※日本代表
- 佐藤伊知子 ※日本代表：ソウル五輪&バルセロナ五輪
- 中野清香
- 櫻井美樹（ヴィクトリーナ姫路）

### バスケットボール
- 相澤優子 - 女子バスケットボール選手（シャンソンVマジック所属）
- 荒谷裕秀 - プロバスケットボール選手（宇都宮ブレックス所属）
- 折腹祐樹 - 元・バスケットボール選手
- 加藤真 - プロバスケットボール選手（bjリーグ・富山グラウジーズ所属）：大崎市＜旧玉造郡鳴子町＞
- 柏倉秀徳 - プロバスケットボール選手（三菱電機ダイヤモンドドルフィンズ名古屋所属）
- 金田詳徳 - バスケットボール指導者
- 日下光 - プロバスケットボール選手（bjリーグ・京都ハンナリーズ所属）：仙台市
- 佐々木瑛 - プロバスケットボール選手（つくばロボッツ所属）
- 佐々木桂二 - バスケットボール指導者
- 佐藤真哉 - 元プロバスケットボール選手：仙台市
- 佐藤濯 - 元プロバスケットボール選手
- 宍戸治一 - プロバスケットボール選手、元U-18日本代表（レバンガ北海道所属）：玉造郡岩出山町（現：大崎市）
- 志村雄彦 - プロバスケットボール選手、元U-18日本代表（bjリーグ・仙台89ers所属）：仙台市
- 松田大地 - プロバスケットボール選手（bjリーグ・仙台89ers→高松ファイブアローズ所属）：仙台市
- 間橋健生 - 仙台89ersゼネラルマネージャー

### ラグビー
- 青柳勝彦
- 阿部浩士
- 池田渉：東松島市
- 太田祐介
- 菊田圭佑
- 木村優太:石巻市
- 小松大祐：登米市
- 斉田晃平：仙台市
- 斉田倫輝
- 葛西杏奈
- 佐藤優奈:大崎市
- 塩田蔵人
- 庄子健(車いすラグビー選手)：仙台市
- 菅原祐輝：亘理町
- 須田康夫
- 千葉雄太：塩竈市
- 畠山健介：気仙沼市
- 真壁伸弥：仙台市
- 武者大輔：亘理町

### テニス
- 杉田祐一

### ボクシング
- 相澤国之
- 大久保雅史
- 小野淳一
- 小野寺洋介山
- 木村七郎
- たこ八郎(斎藤清作)
- 佐藤仁徳
- 高木千尋
- 中森宏
- 芳賀勝男
- 藤岡奈穂子
- 山上哲也
- ライオン古山

他、計15名 の日本・OPBF王者を輩出。

### 重量挙げ
- 三宅義信（ローマ五輪銀メダル、東京五輪金メダル、メキシコ五輪金メダル）
- 三宅義行（メキシコオリンピック銅メダル）
- 佐藤和花

### ダンス（舞踊家）
- 東勇作
- 熊谷和徳
- りきっちょ（はむつんサーブ）
- 我妻恵美子（大駱駝艦）

### 卓球
- 角田啓輔（世界選手権大会東京1956年・ストックホルム1957年、金メダル）
- 佐藤利香
- 張本智和（2020年東京オリンピック銅メダル）
- 福原愛（2012年ロンドンオリンピック銀メダル、2016年リオデジャネイロオリンピック銅メダル）
- 及川瑞基（2021年度全日本卓球選手権大会 男子シングルス優勝）

### 水泳
- 森田智己（アテネオリンピック銅メダル）

### レーシングドライバー・ライダー
- 伊藤真一
- 横江竜司
- 熱田孝高

### フェンシング
- 淡路卓
- 大和田智子 - 1964年東京オリンピック日本代表、指導者
- 菅原智恵子 - アテネ･北京･ロンドン五輪3連続日本代表、指導者
- 千田健一 - 1980日本代表、指導者
- 千田健太 - 2012ロンドン五輪団体銀メダリスト
- 千葉卓朗 - 1958全日本選手権優勝、指導者

### 競馬
- 千田和江（騎手）
- 橋本広喜（騎手）
- 鈴木麻優（騎手）

### フィギュアスケート
- 荒川静香 ‐  2006年トリノ五輪金メダリスト
- 荒井万里絵
- 金沢由香
- 中村愛音：仙台市
- 羽生結弦：仙台市 - ソチ五輪・平昌五輪 2大会連続金メダリスト
- 本郷理華：仙台市

### 陸上
- 佐藤秀和
- 菅原新
- 高橋千恵美
- 谷真海 ‐ 走り幅跳び選手、パラトライアスロン選手
- 堀籠佳宏
- 村山謙太
- 村山紘太

### 自転車競技
- 増田成幸：仙台市
- 今野栄：石巻市

#### 競輪
- 阿部道：仙台市
- 阿部力也：仙台市
- 荒川玄太
- 荒川秀之助：名取市
- 大熊正太郎：仙台市
- 小山靖
- 門脇真由美：大崎市
- 河内剛
- 菅田彰人
- 菅田順和
- 菅田壱道
- 早坂秀悟：仙台市
- 平間誠記：蔵王町

### ゴルフ
- 佐藤のぞみ
- 沼澤聖一：仙台市
- 星野英正：仙台市
- 岩田寛：仙台市

### プロレスラー
- 石森太二
- 岩佐拓
- 遠藤哲哉
- 及川千尋
- 大畠美咲
- 泉田純至
- 菊地毅
- 京愛子
- 気仙沼二郎
- 小松洋平
- コンドル
- 斎藤彰俊
- ジャンボ宮本
- 十文字姉妹（仙台幸子&DASH・チサコ）
- 大剛鉄之助
- 田口隆祐
- たま子
- 藤本つかさ
- みどり
- 宮城もち
- 井上麻生
- 斉藤ジュン
- 斉藤レイ

### 格闘技
- 華蓮DATE
- 菊地昭
- 平直行
- 東孝
- 太刀風
- 直DATE
- NØRI
- 華DATE
- 横瀬いつか（元モデル・元レースクイーンでもある）
- ISAO

### その他のスポーツ選手
- 赤間凛音（スケートボード）‐2024年パリ五輪銀メダリスト
- 秋山輝吉（射撃）
- 亀山耕平（体操競技）
- 小室希（スケルトン）
- 高橋弘篤（スケルトン）
- 畠山知己（ヨット、早大ヨット部監督）
- 遊佐晃彦（騎手）

## 芸能人

### 俳優
- 相澤一成
- 赤間清人
- 阿部快征
- 天津敏
- 石井茂樹
- 稲葉さゆり
- 伊藤綺夏
- 伊藤高史
- 伊藤利昭
- 岩手太郎
- 江田結香
- 大友純
- 及森玲子
- 大島蓉子
- 大滝明利
- 大堀こういち
- 大森暁美
- おかやまはじめ
- 小川敦史
- 小山かつひろ
- 小川美那子
- 笠原浩夫
- 片山滉
- 上遠野太洸
- 加藤満
- 加藤洋平
- 上山草人
- 亀山ゆうみ
- 木村昇
- 銀治
- 工藤孝裕（アクション俳優）
- 啓周ロベルト
- 黒羽麻璃央
- 小杉勇
- 児玉真菜
- 坂巻佑
- 佐藤流司
- 佐藤瑠生亮
- 澤真希
- 篠ひろ子
- 白鳥百合子
- 新貝文規
- 神堂きょうか
- 菅原大吉
- 菅原文太
- 鈴鹿景子
- 鈴木京香
- 瀬戸早妃
- 田中理来
- 高泉淳子
- 高野絹也
- 高橋利道
- 高橋龍輝（D-BOYS）
- 高森玄
- 多々良純
- 玉田志織
- 千田美智子
- 千葉雄大
- 辻親八
- 月形龍之介
- 手代木宇
- 土井美加
- 冨樫真
- とまん
- 中島歩
- 中村雅俊
- 夏生ゆうな
- 奈良坂篤
- 花坂椎南
- 半海一晃
- 蟇目良
- 広瀬剛進
- 藤沢奈奈
- 藤本つかさ
- 辺見務
- 本郷奏多
- 星ようこ
- 松木シュンドウ
- 真山明大
- 三浦純子
- 水澤紳吾
- 水島弘
- 宮世琉弥
- 村上潤
- 目黒真希
- 森陽太
- 古郡ひろみ
- 栁俊太郎
- 山下則夫
- 山田篤史
- 山谷花純
- 柚木亜里紗
- 由利徹
- 渡航輝
- 渡邊圭祐
- 渡辺憲吉

#### 宝塚歌劇団
- 涼風真世 - 元月組トップスター
- 杜けあき - 元雪組トップスター
- 朝海ひかる - 元雪組トップスター
- 仙名彩世 - 元花組トップ娘役
- 蓮つかさ - 元月組男役
- 美星帆那 - 宙組娘役

### ミュージシャン
- 浅野祥（津軽三味線）
- 荒井健一（RAG FAIR）
- 稲垣潤一
- 梅津和時
- 及川浩治
- 大友康平（HOUND DOG）
- 角張渉（BOYS NOW）
- かの香織
- 菊池拓哉（MONKEY MAJIK）
- 黒沢光義
- ケイ赤城
- kz（livetune）
- ken iikawa（LONG SHOT PARTY）
- 佐藤敦（向風）
- CMJK（元電気グルーヴ）
- 樹威（ヴィドール、KISAKI PROJECT）
- 菅原真悟（向風）
- 鈴木淳
- 鈴木ダイスケ
- スティーヴ・フォックス（ゴダイゴ）
- 須藤賢一（キーボーディスト）
- 瀬上純（Crush 40）
- 竹松舞
- 竹森マサユキ（カラーボトル）
- 環ROY
- チャーミー（LAUGHIN' NOSE）
- Dj KENTARO
- DJ U-CAN
- 輝喜（アンティック-珈琲店-）
- Tom-H@ck
- Nao（アリス九號.）
- 永井健（THE LINDA!）
- 中村和彦（9mm Parabellum Bullet）
- navi（ナビ）（GReeeeN）
- 新田洋輔（ザ・マスミサイル）
- ニホンジン (株式会社劇団ニホンジンプロジェクト)
- ハジ→
- ハルカ（ジン）
- 藤澤有沙（キーボーディスト）
- 星吉昭（姫神）
- 蓑輪単志（HOUND DOG）
- 宮澤茉凜（One Year LaterのMARIN、元LoVendoЯ）
- メイ（DOG in Theパラレルワールドオーケストラ）
- 八島順一（HOUND DOG）
- YOSSY（Salty-Sugar）
- 龍兎（少女-ロリヰタ-23区）

### バンド
- 雨先案内人
- アメリカンショートヘア
- ザ・キャプテンズ
- カラーボトル
- THE YOUTH
- 仙台貨物
- 椿屋四重奏
- ナイトメア
- Hi-Fi CAMP
- HOUND DOG
- MONKEY MAJIK
- Jin-Machine

### シンガーソングライター
- 吉川団十郎
- 清貴
- 熊谷育美
- kumi
- KGM
- SAICO
- さとう宗幸
- 霜月はるか
- 志方あきこ
- 田原音彦
- 中川晃教
- 畠山有希：仙台市
- みなみらんぼう
- Rake

### 歌手
- 青葉笙子
- 藍美代子
- 遠藤正明
- 大竹佑季
- 門脇陸男
- 金子恭平（元FLAME）
- ガシァ
- 黒沢光義
- 小泉光咲(原因は自分にある。)
- 佐々木ゆう子
- 佐々木幸男
- 三代目コロムビア・ローズ
- 庄司恵子
- 菅田かおり
- 高橋のぶ（トランザム）
- 高橋瞳
- 月嶋カリン（Calyn）
- 中本マリ
- 畠山美由紀
- フランク永井
- まきのめぐみ
- 森公美子
- 西脇久夫（ボニージャックス）
- 遊佐未森
- 凛（シェキドル）
- YUKA（麻倉未有）
- そらる（After the Rain）

### タレント
- 阿部智則（POISON GIRL BAND）
- ⊿あべみな（ジョリー惑星 ）
- 伊藤綺夏
- 伊藤友美（JEWEL）
- 岩手佳代子
- 尾形貴弘（パンサー）
- おのはら
- 勝俣州和
- 狩野英孝
- 京泉智士
- ゴスケ
- SAKAI（XYCH-LO）
- 坂元誉梨
- 桜井友介
- 櫻田彩子
- 佐々木綾香
- 佐々木隆史
- 佐々木真奈美
- さとう千日
- サンドウィッチマン
  - 伊達みきお
  - 富澤たけし
- 菅原美話
- 菅原梨央：仙台市
- 高橋ジョージ（THE 虎舞竜）
- たこ八郎
- とまん
- 二瓶由美
- ニードル
- はすみ奈緒
- 平田薫
- FLAVIO
- 本間秋彦
- マギー審司
- みほ（アップルパイン）
- 宮城けんじ（Wけんじ）
- 餅田コシヒカリ
- 杜野まこ
- 山崎バニラ
- 渡辺勝彦
- ワッキー貝山
- 但野由美（Y&Y）

### アイドル
- 逢坂愛
- 相澤瑠香  (Good Tears)
- 我妻佳代（おニャン子クラブ）
- アコ（アパッチ）
- 新井ひとみ（東京女子流）
- 安藤沙耶香
- 石田亜佑美（元モーニング娘。）
- AKB48グループ
  - AKB48元メンバー
    - 岩田華怜：仙台市
    - 佐藤朱（現・東北放送アナウンサー）

  - SKE48
    - 菅原茉椰：仙台市
- 神南りな（#ババババンビ）
- 菊地亜沙美
- くろねこ（元パナシェ!、コスプレイヤーとしても活動）
- callme
- 齊藤夢愛
- 坂道シリーズ
  - 乃木坂46
    - 久保史緒里

  - 欅坂46/櫻坂46元メンバー
    - 石森虹花
    - 守屋茜：仙台市
- 佐々木莉佳子（元アンジュルム）
- 佐藤友紀乃（アイリス (by MORADOLL)）
- 澤井玲菜
- 瀬戸早妃
- 芹沢直美
- 仙石みなみ（元アップアップガールズ（仮））
- 伊達花彩（いぎなり東北産）
- 玉川桃奈（元Dream5）
- Dorothy Little Happy
- Party Rockets
- 日向夕奈
- 姫宮なぎさ
- ムラタメグミ（元メロン記念日）
- もちづきる美（ギリギリガールズ）
- 森絵梨佳
- 八乙女光（Hey! Say! JUMP）
- 夕木えつこ
- 吉岡真由美
- 吉田もも
- 渡邉幸愛（元SUPER☆GiRLS）
- かっつー (YouTuber)

### モデル
- 大谷凜香：仙台市
- 鶴岡ひなた
- 小野砂織（元ワンギャル）
- 神谷玲子
- 葛岡碧
- 小祝麻里亜
- 佐藤亜耶
- 斎藤ゆきえ
- 高以亜希子
- 土井原菜央（MOCプランニング所属）
- 橋爪愛
- 樋場早紀
- とまん
- 藤本博人
- 西舘さをり
- 市川春樹
- 蒼波純
- 森絵梨佳
- 原綾子
- 金井あや（アダルトモデル）

### コスプレイヤー
- 霜月めあ

### アダルトタレント
- 綾波優
- うんぱい
- 川奈由依
- 久留木玲
- 小日向みゆう
- 斉藤みゆ
- 佐藤真心
- 菅原千恵
- 長瀬涼子
- 七沢るり
- 姫咲しゅり
- 松本いちか
- MIHARU
- 宮下玲奈
- 紋舞らん
- 谷田部和沙
- 吉井愛美（水沢翔子）

### 落語家
- 桂文生
- 5代目柳家つばめ
- 柳家三寿
- 春風亭与いち

### 声優
- 青木陽菜
- 飛鳥井豊
- 荒川美穂
- 石井ゆき
- 石丸博也[3]
- 今井敦
- 乾萌[4]
- 岩淵桃音
- 永野愛理（元Wake Up, Girls!）
- 大空直美（大阪府高槻市育ち）
- 織田優成
- 片平美那
- 金子英彦
- 鎌田梢
- 亀山助清：石巻市
- 小関裕太郎
- 佐藤拓也
- 佐藤丈樹
- 佐藤聡美：仙台市
- 佐藤なる美
- 島﨑信長
- 菅原淳一
- 関俊彦（バナナフリッターズ）：（栃木県真岡市育ち）
- 髙橋麻里
- 滝佳保子
- 立花日菜
- 伊達さゆり：仙台市
- 立野香菜子
- 千葉一伸
- 秋奈
- 土井美加
- 新田杏樹
- 平尾明香
- 福島おりね
- 三品建：亘理郡
- 水樹洵
- 安野希世乃（ワルキューレ）：涌谷町
- 山寺宏一[5]（バナナフリッターズ）：塩竈市
- 山谷祥生

## 文化人

### 画家
- 東東洋
- 奥山玲子
- 小池曲江
- 菊田伊洲
- 熊耳耕年
- 佐藤一郎
- サトル・サトウ
- 菅井梅関
- 林竹治郎

### 写真家
- 押田美保
- 宍戸清孝
- 高砂淳二
- 高橋邦典
- 庄子利男
- 平間至
- 太田好治
- 山本敏晴

### 彫刻家
- 加藤宇章
- 小室達
- 佐藤忠良
- 武藤順九

### 作家
- 青葉奈々
- 阿部智
- 伊藤致雄
- 壱日千次
- 宇津田晴
- 大池唯雄
- 大久秀憲
- 小田雅久仁
- 奥山貴宏
- 小山歩
- 恩田陸
- 鎌田樹
- 北原耕也
- 木村和久
- 木村紅美
- 草川俊
- 熊谷達也
- 栗城偲
- 国分拓
- 小島てるみ
- 高城高
- 西条公威
- 斉藤真也
- 佐伯一麦
- 佐左木俊郎
- 佐藤茂
- 志賀直哉
- 杉山光男
- 庄司浅水
- 岳宏一郎
- 武田八洲満
- 高任和夫
- 俵家宗弖一
- 千葉幹夫
- 千田誠行
- 常盤新平
- 永沢光雄
- ナナセ
- 奈街三郎
- 南部修太郎
- 西野花
- 橋本克彦
- 遥士伸
- ピスケン
- 深沢梨絵
- 藤原作弥
- 辺見庸
- 星亮一
- 穂高明
- 前田河広一郎
- 松居松葉
- 真山青果
- 三浦明博
- 水上不二
- 光丘真理
- 南沢十七
- 望月あんね
- 山田野理夫
- 吉田直美
- 楽月慎
- 若合春侑
- 渡辺優

### 絵本作家
- あいはらひろゆき
- いわさゆうこ
- えびなみつる
- ときたひろし
- とよたかずひこ
- ひだのかな代
- わたりむつこ

### 俳人・詩人・歌人
- 青木存義
- 秋亜綺羅
- 太田正一
- 尾形亀之助
- 落合直文
- 梶原しげよ
- 小池光
- 佐藤佐太郎
- 佐藤鬼房
- 白鳥省吾
- 新国誠一
- 菅原克己
- 土井晩翠
- 文屋順
- 原阿佐緒
- 山田みづえ

### 脚本家
- 宮藤官九郎
- 及川章太郎
- 志茂文彦
- 詩森ろば
- 久板栄二郎
- 藤本信行
- 吉本昌弘
- 伊藤公志

### 漫画家
- あうら聖児
- 青山広美
- 安孫子三和
- 阿部川キネコ
- 新居さとし
- 荒木飛呂彦
- 安藤泰作
- いがらしみきお
- 池山田剛
- 石井さだよし
- 石井隆
- 石ノ森章太郎
- 一條裕子
- 井上トモコ
- 伊吹楓
- 岩井渓
- 内田早紀
- 内崎まさとし
- 内田征宏
- 氏家ト全
- 大友克洋
- 織田綺
- 小野洋一郎
- 葛西映子
- 勝又進
- 加藤知子
- かどたひろし
- 鎌田洋次
- 熊谷さとし
- 虎哉孝征
- 今野直樹
- 坂本タクマ
- 茶匡
- saxyun
- 佐久間結衣
- 佐々木健
- 佐藤正
- 佐藤史生
- 桜野みねね
- 佐野未央子
- シュガー佐藤
- 瀬田ハルヒ
- 仙道ますみ
- 仙台魔人
- 滝沢麻耶
- 武梨えり
- たなか亜希夫
- 成瀬芳貴
- 茶坊
- 手代木史織
- 寺館和子
- 銅☆萬福
- 長崎尚志（原作者）
- 二階堂正宏
- ニコ・ニコルソン
- にざ（にざかな）
- 西川魯介
- にしまきとおる
- 能登山けいこ
- 早坂照明
- 緋賀ゆかり
- 林まつり
- 林佑樹
- 藤田まぐろ
- まみや綸
- 三浦糀
- 御童カズヒコ
- 嶺岸信明
- 夢来鳥ねむ
- 山内ジョージ
- 山崎みちよ
- 結城心一
- 紫部さかな
- よしもとあきこ
- 山崎毅宜
- 和泉明日香
- 蒔野靖弘

### イラストレーター
- 相澤タロウイチ
- 井沢洋二
- かゆらゆか
- Tony
- 酉澤安施
- 広瀬総士
- みかきみかこ

### グラフィックデザイナー
- 佐々木多利爾
- 徳富かなえ

### アニメーション関係者
- 荒川真嗣（アニメーター）
- 大河内一楼（アニメ脚本家）
- 葛岡博
- 高橋資祐（アニメーター）
- 丸山正雄（アニメプロデューサー）

### ゲームクリエイター
- 佐々木建仁

### 映画監督
- 朝間義隆
- 阿部勉
- 阿部豊
- 石井隆
- 井上英之
- 岩井俊二
- 内出好吉
- 菅野隆
- 小杉勇
- 小水一男
- 四ノ宮浩
- 園村健介
- 田代廣孝
- 常本琢招
- 中江功
- 橋浦方人
- 早坂伸
- 日向寺太郎
- 若松孝二

### 作詞家・作曲家
- 安部正義
- 和泉耕二
- 菅野光亮
- 菅野よう子
- 金須嘉之進
- 小杉太一郎
- 榊原光裕
- 佐々木潤
- 佐藤長助
- 渋谷牧人
- 鈴木輝昭
- 鈴木憲夫
- 陶山隼
- 高橋伸哉
- 土井晩翠
- 内藤淳一
- 納所弁次郎
- 早坂文雄
- phantasticM
- 福井文彦
- 藤公之介
- 山内雅弘
- 吉田信太
- 渡邊琢磨（COMBOPIANO）
- 工藤詠世

### 声楽家
- 佐藤直幸（テノール）
- 管野滋樹（バリトン）
- 菅英三子（ソプラノ 出生地は岩手県奥州市）
- 成田博之(バリトン)

### 学者
- 阿刀田令造
- 鮎貝房之進 言語学者、 歴史学者
- 荒川憲一（戦史学）
- 荒川忠一（数値流体力学）
- 石川力山
- 石母田正
- 伊藤貞嘉
- 今川和彦
- 入間田宣夫
- 上野俊哉
- 梅原猛
- 大泉孝（上智大学学長）
- 大槻俊斎
- 大槻義彦
- 大沼直紀
- 大森英樹
- 加藤誠 （地質学）
- 加藤孝義
- 祇園寺信彦
- 上坂酉蔵  商学博士、早稲田大学名誉教授
- 小久保英一郎
- 今野一宏（数学者）
- 齋藤武雄（東北大学名誉教授、発明家）
- 斎藤秀三郎
- 櫻田淳
- 佐々木力（科学史）
- 佐藤利三郎
- 志賀潔
- 菅井秀郎
- 杉野目晴貞（有機化学者）
- 袖井林二郎（国際政治学者）
- 高橋進（政治学）
- 高橋勇悦
- 髙階恵美子
- 竹内榮
- 田中純（思想史）
- 伊達宗行（物理学）
- 千葉恵
- 千葉俊二
- 千葉眞
- 月浦崇
- 永沢幸七
- 長峯純一（経済学）
- 西崎文子
- 西澤潤一
- 野家啓一
- 野副鉄男
- 針生悦子
- 樋口陽一
- 樋渡宏一
- 平山清次
- 富士原和宏
- 宮台真司
- 目黒良門
- 本川達雄
- 守屋洋（中国文学）
- 諸井健夫
- 横堀壽光
- 吉野作造

### 評論家
- 秋山ちえ子
- 飯沢耕太郎
- 飯城勇三
- 片山杜秀
- 川崎賢子
- 新保祐司
- 針生一郎

### 弁護士
- 布施辰治
- 青木正芳
- 遠藤誠
- 我妻崇
- 阿部三郎
- 庄司捷彦

### 将棋棋士・女流棋士
- 大友昇
- 加藤結李愛
- 熊坂学
- 佐藤秀司
- 中川大輔
- 中原誠
- 山川泰熙

### 囲碁棋士
- 安倍吉輝
- 一力遼

### 手品師
- 上口龍生
- マギー審司
- 渡邊卓也

### 登山家
- 伊達篤郎
- 槇有恒
- 松濤明

### ファッションデザイナー
- 熊谷登喜夫
- 中野裕通
- 菱沼良樹

### その他の文化人
- 小野寺久幸 - 美術院国宝修理所所長、東大寺大仏師
- 佐々木徳夫 - 昔話収集家
- 佐々木寿人 - 雀士
- 佐藤俊太郎 - 指揮者
- 残間里江子 - プロデューサー 元静岡放送アナウンサー
- 田島高宏 - ヴァイオリニスト
- 郷古廉 - ヴァイオリニスト
- タノタイガ - 美術家）
- ツルシカズヒコ - 編集者、ライター
- 長井勝一 - 漫画雑誌『ガロ』初代編集長
- 二階堂トクヨ - 教育者
- フランク安田（安田恭輔）
- 山本麗子 - 料理研究家
- 千葉慎太朗 - ラッパー、YouTuber

## マスコミ関係者

### ジャーナリスト
- 阿子島たけし
- 生島淳（生島ヒロシの弟）
- 岩渕勝好
- 大友信彦 - スポーツライター
- 大沼安史
- 小野義雄
- 片野道郎
- 菅野朋子 - ノンフィクション作家
- 後藤健二
- 佐々木恒美
- 多田文明
- 田中良紹
- 玉川透
- 玉川徹
- 村上和巳
- 扇谷正造
- 丸山ゴンザレス
- 吉井妙子

### アナウンサー
NHK（現在所属の放送局などは各人物の項目を参照すること）
- 阿部悌：仙台市
- 片山智彦：仙台市
- 北郷三穂子：仙台市
- 滝島雅子 - 現在はNHK放送文化研究所研究員：仙台市
- 千葉美乃梨：仙台市
- 津田喜章：石巻市

東北放送
- 佐藤朱 - 元AKB48：仙台市
- 藤沢智子 - 取締役ラジオ局長：仙台市
- 増子華子：仙台市
- 守屋周：登米市、旧豊里町
- 横山義則 - 現在は報道部記者・テレビ「Nスタみやぎ」など報道番組のキャスター、元岩手めんこいテレビ：大崎市、旧古川市

宮城テレビ放送
- 伊藤拓：仙台市

仙台放送
- 千坂紗雪：大崎市

エフエム仙台
- 奥口文結：仙台市、出生地は石川県
- 後藤心平：元宮崎放送→元フリー：仙台市
- 名護ひと美：仙台市

県外の民放局
- 大友寿郎 - 青森放送、現在は特別顧問：仙台市
- 春日和彦 - 札幌テレビ放送、現在は函館放送局長：仙台市
- 加藤裕介 - RFラジオ日本、元ラジオ福島：仙台市
- 桐田穣 - RKB毎日放送、現在は東京支社勤務、元熊本県民テレビ
- 佐藤有里香 - テレビ西日本：仙台市
- 千須和侑里子 - 北海道文化放送：仙台市、出生地は愛知県
- 千葉猛 - 毎日放送、現在は報道情報局の報道業務部：仙台市
- 中村守 - 琉球朝日放送、元FM山形、テレビ信州：仙台市
- 藤井恒久 - 日本テレビ、現在はコンテンツ戦略局宣伝部：仙台市
- 藤村惠一 - テレビ岩手、現在は経営企画局付局長：気仙沼市
- 星恭博 - 名古屋テレビ放送、現在は三重支社長：仙台市

フリー・退職者・転職者・物故者
- 蒼井里紗 - フリー、元青森テレビ：仙台市
- 青柳嘉代 - フリー、元東日本放送：仙台市
- 我妻絵美 - フリー（三桂所属）、元中京テレビ放送：仙台市
- 赤間有華 - 元北陸放送→テレビ神奈川→BSよしもと→フリー：仙台市
- 生島ヒロシ - フリー（元生島企画室会長）、元TBS：気仙沼市
- 石川央子 - 元静岡放送→元フリー：仙台市＊物故者
- 伊勢みずほ - フリー、元新潟放送：仙台市
- 稲葉寿美 - フリー（INANAエンタープライズ代表）、元東海テレビ：仙台市
- 雲野右子 - 元セントフォース所属：仙台市
- 大道寛子 - 元セントフォース所属：仙台市
- 片岡晴子 - 元福島中央テレビ→元ふくしまFM→元フリー
- 草苅裕之 - 元東北放送：仙台市
- 熊谷麻衣子 - フリー（圭三プロダクション所属）、元岩手めんこいテレビ、サンドウィッチマン・伊達みきおの妻：仙台市
- 蔵田玲子 - 元長野朝日放送：仙台市
- 黒須英之 - 元山形テレビ：石巻市
- 佐々木敦 - 元NHK：大崎市＊物故者
- 佐々木永恵 - 元NHK盛岡放送局契約キャスター→フリー→テレビユー山形：仙台市
- 佐藤千晶 - フリー（オーケープロダクション所属）、元東日本放送→元名古屋テレビ放送：気仙沼市
- 佐藤渚 - 元TBS：仙台市
- 佐藤正幸 - 元福井放送：仙台市
- 庄子久子 - フリー、元エフエム石川：仙台市
- 菅原克彦 - フリー：気仙沼市
- 鈴木亜紀 - 元札幌テレビ放送：仙台市
- 鈴木光裕 - フリー（ボイスワークス所属）、元福島テレビ→元東海ラジオ→元文化放送：仙台市
- 蘇武直人 - フリー、公営競技実況で活躍：仙台市
- 高荒葵 - 元東北放送
- 竹鼻純 - 元ミヤギテレビ、元同局解説委員：仙台市
- 田鹿千華 - 落語家・林家たい平の妻、夫の個人事務所代表、元NHK契約キャスター（BS）→元フリー（元大橋巨泉事務所所属）
- 鍋倉美保 - フリー、元秋田放送：仙台市
- 福井弘文 - 元東北放送：仙台市
- 藤村恵理 - 元NHK鳥取放送局契約キャスター→元岐阜放送：仙台市
- 宮野さおり - フリー、元FM秋田：仙台市
- 村上亜希子 - フリー：気仙沼市
- 森遥香 - 元東日本放送：富谷町
- 八木田幸恵 - フリー、元テレビ金沢：仙台市
- 安田佑子 - フリー（オスカープロモーション所属）、元東日本放送：仙台市
- 山田万里 - フリー
- 若生哲旺 - 元東北放送：富谷町
- 渡辺亜里 - フリー、元FM岩手→元石川テレビ：仙台市
- 稲村沙綾 - 料理人、元中京テレビ放送：仙台市

## 歴史上の人物
- 支倉常長 アジア人で唯一、ローマ皇帝からローマ帝国貴族の称号を得た人物。ローマ市民権も与えられた。伊達政宗の家臣。
- 山南敬助新選組幹部
- 玉蟲左太夫
- 千葉周作（異説あり）
- 千葉卓三郎
- 津太夫
- 阿部吉郎次
- 善六
- 鈴木直之進
- 太十郎
- 儀兵衛
- 千坂半左衛門

## 架空の人物
- 真宮寺さくら （『サクラ大戦』に登場する人物。）
- 永倉えみる （『センチメンタルグラフティ』シリーズに登場する人物。仙台市出身。）
- 森田幸江 （『自虐の詩』に登場する人物。原作での出身地は不明だが、映画では気仙沼市出身。）
- 伊達仙八郎（『2年B組仙八先生』に登場する人物。）
- 宮城正宗（『もえちり!』シリーズの擬人化キャラ）
- 伊達征士（『鎧伝サムライトルーパー』に登場する人物。）
- 岸辺露伴（『ジョジョの奇妙な冒険』に登場する人物。S市（仙台市がモデル）出身。）
- 佐久間まゆ（『アイドルマスター シンデレラガールズ』仙台市出身）
- 早坂美玲（『アイドルマスター シンデレラガールズ』）
- 綾瀬穂乃香（『アイドルマスター シンデレラガールズ』）
- 大河タケル（『アイドルマスター SideM』）
- 虎杖 悠仁(『呪術廻戦』［仙台市出身］)
- 青葉鳴子(『魔法少女大戦』に登場する人物。)

## 宮城県にゆかりのある人物
- 芥川也寸志（東京都出身。作曲家・指揮者。元宮城フィルハーモニー管弦楽団音楽監督。）
- 浅野史郎（岩手県生まれ。仙台市育ち。元宮城県知事。）
- 新井隆太（東京都出身。NHKアナウンサー、初任地がNHK仙台放送局。）
- 荒川強啓（北海道札幌市生まれ。フリーアナウンサー。仙台高等学校、東北学院大学卒業。）
- 柏倉早智子・安住紳一郎姉弟（北海道帯広市出身。高校教師・TBSテレビアナウンサー。祖父が石巻市出身。）
- 荒川静香（神奈川県生まれ。利府町育ち。東北高等学校卒業。フィギュアスケート）
- 有村智恵（熊本県熊本市出身。東北高等学校卒業。プロゴルファー）
- 安藤優子（千葉県市川市出身。ニュースキャスター。夫の堤康一が仙台市出身。）
- 生島勇輝、翔兄弟（東京都出身。俳優、父（生島ヒロシ）と叔父（生島隆、生島淳）、一般人女性の叔母が気仙沼市出身。）
- 東ふき（東京都出身。リポーター。最初の就職先が仙台放送）
- 飯塚洋介（東京都出身。NHKアナウンサー。初任地が仙台局）
- 池田勇太（千葉県出身。東北福祉大学卒業。プロゴルファー）
- 伊坂幸太郎（千葉県出身。東北大学法学部卒業。仙台市在住。仙台を舞台とした作品が多い。）
- 板垣龍佑（神奈川県出身。テレビ東京アナウンサー。最初の就職先が仙台放送。）
- 伊藤智仁 (京都府出身。父親が宮城県出身。)
- 犬山紙子（大阪府出身。中学より宮城育ち。ブロガー・タレント）
- 井上ひさし（山形県出身。宮城県仙台第一高等学校卒業。仙台を舞台にした小説『青葉繁れる』執筆。）
- 内館牧子（秋田県出身。東北大学大学院修了。修了後も東北大学相撲部監督として仙台にやって来ることがある。）
- 大竹辰也（新潟県村上市出身。東北工業大学卒業。）
- 大竹しのぶ（東京都出身。教員だった父の章雄が塩竈市出身、母のゑすてるが仙台市出身。）
  - IMALU（東京都出身。大竹しのぶの長女。）
- 大塚光二（兵庫県神戸市出身。東北福祉大学卒業。元プロ野球選手。）
- 大山のぶ代（東京都出身。母が宮城県出身。声優）
- 小川彩佳（東京都出身。父の郁と叔父の彰が仙台市出身。）
- 岡崎トミ子（福島県福島市出身。元東北放送アナウンサー。）
- 押川方義（愛媛県出身。東北学院創設者）
- 小田和正（横浜市出身。東北大学工学部建築学科卒業。）
- 小野寺丈（東京都出身。父の石ノ森章太郎が登米市中田町石森出身。）
- 香川真司（神戸市出身。中学から高校の途中までFCみやぎバルセロナにサッカー留学。プロサッカー選手）
- 金本知憲（広島市出身。東北福祉大学卒業。阪神タイガース元監督。）
- 川村卓也（岩手県盛岡市出身。小学校から中学の途中まで仙台で過ごす。プロバスケットボール選手）
- 越和宏（長野県出身。スケルトン選手。仙台大学卒業。日本におけるスケルトンの先駆者）
- 小林穂波（東京都出身。仙台放送の常務、専務を務めた）
- 齋藤登志信（山形県上山市出身。2007年より当県を選手登録地としている。競輪選手。）
- 佐藤健（埼玉県出身。父親が宮城県出身。俳優）
- 佐藤輝明（兵庫県西宮市出身。父の佐藤博信が柴田郡村田町出身。プロ野球選手）
- さとう宗幸（岐阜県生まれ。仙台市在住。シンガーソングライター。2歳で大崎市（旧古川市）に転居。）
- サムエル・ワンジル（ケニア・ニャフルル出身。陸上競技選手。仙台育英学園高等学校卒業。北京五輪男子マラソン金メダリスト。）
- 斉藤修（新潟県新潟市出身。2012年から南三陸町にある南三陸ホテル観洋で勤務）
- 宍戸錠（大阪府出身。俳優。小学校6年生の時、白石市へ疎開。以来高校卒業まで白石で過ごす。）
- 島崎藤村（木曾・馬籠（現岐阜県中津川市）出身。東北学院在職中に『若菜集』を執筆する。）
- 新海史子（新潟県新潟市出身。高校、東北学院大学卒業。2011年から地元新潟の放送局に在籍したのち、宮城県での活動を再開。）
- 杉山元治郎（大阪府出身。政治家・農民運動の指導者・牧師。東北学院神学部卒。第5・7代東北学院理事長。）
- 菅井英斗（京都府京都市出身。声楽家・ボイストレーナー。東北学院高卒。仙台フィルのバリトンソリストとして出演。）
- 鈴木明子（愛知県出身。東北福祉大学卒業。フィギュアスケート）
- 鈴木伸夫（北海道出身。東北学院大学卒業。）
- 鈴木宗男（衆議院議員・北海道出身。父が宮城県栗原郡志波姫村（現在の栗原市）出身。）
  - 鈴木貴子（衆議院議員・北海道出身。鈴木宗男の長女。）
- 瀬名秀明（静岡県出身。作家。東北大学卒業。）
- 高井雄平（神奈川県川崎市出身。東北高等学校卒業。東京ヤクルトスワローズ外野手）
- 高橋是清（江戸芝中門前町（現東京都）出身。生後まもなく仙台藩江戸屋敷付の武士の養子になる。）
- 滝口ミラ（大阪府出身。アイドルグループアイドリング!!!の元メンバー。夫である東北楽天ゴールデンイーグルスの森山周との結婚を機に仙台市に転居。）
- 伊達政宗（出羽国米沢（現山形県米沢市）生まれ。初代仙台藩主）
- 田中耕一（富山県出身。化学者・エンジニア。東北大学工学部電気工学科卒業。2002年にノーベル化学賞受賞。）
- 田辺研一郎（神奈川県出身。日本テレビアナウンサー。妻の我妻絵美が仙台市出身。）
- ダルビッシュ有（大阪府羽曳野市出身。東北高等学校卒業。ロサンゼルス・ドジャース投手）
- 俵万智（大阪府出身。歌人。）
- 手倉森誠（青森県出身。元ベガルタ仙台監督）
- 手間本北栄（青森県出身。宮城県仙台第一高等学校卒業。彩書家）
- 寺島拓篤（石川県宝達志水町出身。声優。妻で声優の佐藤聡美が宮城県出身。）
- 豊田章一郎（愛知県名古屋市出身。実業家。1947年から1950年まで東北大学大学院に在学。）
- 外山雄三（東京都出身。作曲家・指揮者。元仙台フィルハーモニー管弦楽団音楽監督。）
- 新津義雄（新潟県新潟市出身。東北大学卒業）
- 根本美緒（東京都出身。フリーアナウンサー。最初の就職先が東北放送。）
- 野村克也（京都府京丹後市出身。元・東北楽天ゴールデンイーグルス監督。）
- 袴田彩会（静岡市出身。フリーアナウンサー。最初の就職先が東北放送。）
- 林家たい平（埼玉県秩父市出身。落語家。妻の田鹿千華が仙台市出身。）
- 林隆三（東京都出身。俳優。5歳からの6年間を仙台市で過ごす。）
- 日高充（北海道出身。テレビ東京アナウンサー。最初の就職先がミヤギテレビ）
- 深澤弘（神奈川県川崎市出身。元ニッポン放送アナウンサー。最初の就職先が東北放送。）
- 福田聡志（大阪府岸和田市出身。東北福祉大学卒業。読売ジャイアンツ投手。）
- 福藤豊（北海道出身。東北高等学校卒業。アイスホッケー選手。日本人初のNHLプレーヤー）
- 福元英恵（大阪府出身。元フジテレビアナウンサー。夫福盛和男の楽天移籍により仙台市に転居。福盛のテキサス・レンジャーズ移籍に伴い渡米。その後楽天復帰に伴い帰国。）
- 藤田喬平（松島に博物館がある。）
- 古内東子（東京都出身。シンガーソングライター。父が古川市（現：大崎市）出身）
- 星野仙一（岡山県倉敷市出身。元・東北楽天ゴールデンイーグルス監督、球団副会長。2013年のパ・リーグ優勝、及び日本シリーズ優勝当時の監督）
- 本多光太郎（愛知県出身。東北帝大在職中にKS鋼および新KS鋼を発明。）
- 本田武史（青森県出身。東北高等学校卒業。フィギュアスケート）
- 松山英樹（愛媛県松山市出身。プロゴルファー。東北福祉大学卒業。）
- みのもんた（東京都世田谷区出身。父の御法川正男が栗原市鴬沢出身。フリーアナウンサー。元：文化放送）
- 三宅宏実（埼玉県出身。父【三宅義行】及び伯父【三宅義信】が柴田郡村田町出身。）
- 宮里藍（沖縄県出身。プロゴルファー。東北高等学校卒業。）
- 村上弘明（岩手県大船渡市出身。俳優。宮城県気仙沼高等学校卒業。）
- 森田健作 (東京都出身。タレント・元千葉県知事。父親の出身地)
- 森谷美雲（山形県出身。大学時代に仙台放送でアルバイトやモデル活動をしていた。）
- 矢野燿大（大阪府大阪市出身。東北福祉大学卒業。元中日ドラゴンズ、阪神タイガース選手。）
- 山下達郎（東京都出身。音楽家。母が仙台市出身。）
- 山田親太朗（沖縄県出身。元俳優。妻·渡邉幸愛が仙台市出身。)
- 吉幾三（青森県五所川原市金木町出身。妻が塩竈市出身。）
- 芳村真理（東京都出身。タレント・司会者。戦時中に現在の石巻市内に疎開。）
- 魯迅（中国・浙江省出身。作家・思想家。仙台医学専門学校で学ぶ。）
- 若尾文子（東京都出身。女優。宮城県第二女子高等学校に在学していたことがある。）
- 和田一浩（岐阜県岐阜市出身。東北福祉大学卒業。元西武ライオンズ、中日ドラゴンズ外野手。）